# 世界で一番くだらない番組
『世界で一番くだらない番組』（せかいでいちばんくだらないばんぐみ）は、1990年からフジテレビ他で深夜に放送された単発特別番組のタイトル。
この項目では、2001年に放送された番組『北半球で一番くだらない番組』も同列に紹介する。

## 概要
そのタイトルが示すが如く、くだらないかつシュールなコントを連発する番組である。需要性のない商品を取り上げるコーナー「日光テレフォンショッピング」や有名人の名前を違った解釈で読むコーナーなど、そのシュール性は従来のバラエティ番組の常識さえも逸軌した。
この番組は、1990年代初頭には『世界で一番くだらない番組 意味なしほーいち』などといった題で不定期で放送されていた。この当時の番組は、フジテレビのほか、関西テレビ（「真夜中テレビ」枠内）、東海テレビ（「スーパーフライデー25」枠内）、北海道文化放送でも放送された。以後タイトルをマイナーチェンジしつつ、不定期単発としてシリーズ化された（フジテレビでは改編期に多く放送）。その後の2001年に前述の『北半球で一番くだらない番組』の題で二度にわたり復活した。

## 放送シリーズ
- TV PLUS 90 世界で一番くだらない!意味なしほーいち （1990年4月3日）
  - エンディング「好きな異性の有名人」
- 世界で一番くだらない番組・意味なしほーじ
- 世界で一番くだらない番組・意味なしほーいちIII （1990年12月23日）
- 世界で一番くだらない番組・意味なしほーいちIV（1991年4月1日）
  - エンディング「初体験の相手を有名人に例えると」
- 世界で一番くだらない番組・意味なしほーいちV （1991年9月30日）
  - テーマ「幸せ」、エンディング「初体験の年齢と相手」
- 世界で一番くだらない番組・意味なしほーいちVI （1992年4月）
- 世界で一番くだらない番組・意味なしほーいちVII（1994年3月）
- 北半球で一番くだらない番組 （2001年1月3日）
- 北半球で一番くだらない番組 2 （2001年12月28日）

## 出演者
「日光テレフォンショッピング」の案内役や「便所道具株式会社」の社長役など名前がクレジットされていない出演者も多かった。

### 日光テレフォンショッピング
- 須永慶［亀井順一郎］
- マーフィー岡田（『北半球で一番くだらない番組』のみ）

### みうらじゅんの特集!
- みうらじゅん

### ニュース
- 横田砂選

### 全日本女子高生イカゲソ大相撲/第1回女子高生ちくわダーツ選手権
- 佐々木勝俊

### 家業最前線
- 山崎満
- 横田砂選

### 斉木しげる映画を語る/赤いお父さんシリーズ
- 斉木しげる

### 地味劇場
- 緋田康人
- 温水洋一
- ふせえり

### 木村祐一のホッと一息
- 木村祐一

### 猫舌家族
- 山崎一
- 桜井裕美
- 紀瀬美香

### エレクト侍
- 大河内浩
- 飯野あゆみ
- 小田好美
- 本田久成

### 単発出演
- 中村ゆうじ
- 嘉門達夫（現・嘉門タツオ）
- 永居光男
- 森下恵理
- 金谷ヒデユキ
- 前田賀奈子
- 坂入宏子
- 福井敏雄
- 酒井康行
- 岸部シロー
- 峯村リエ
- 野村次郎

### 声の出演
- 山口奈々
- 八奈見乗児
- 山本佳子
- 宮内幸平
- 銀河万丈
- 堀内賢雄
- 冬馬由美
- 斉藤庄子
- 佐藤智恵
- 山口光恵

## 番組内で放送された「コーナー」や「小ネタ」
- 日光テレフォンショッピング
  - 現実ではありえないような商品をテレビショッピング風に紹介。紹介者は男性（演・須永慶）と女性（担当がよく変わるため不明）。女性が男性のツッコミや商品の事をスルーしたり、値段についてはほとんどの商品が異常に高いうえ、分割払いのみだったりするのがお約束である。いたずら電話を防ぐためか終わりに本来出る電話番号は表示されず、デタラメに変えた嘘の番号を表示する演出もない（代わりに日本直販のパロディと思しき「お待ちしています」というサウンドロゴが流れる）。以下のような商品が紹介された。
    - 特製『ビックリ座いす』座椅子から留め金を外す工夫をすることで、座ると座椅子自体が倒れる。特製「剣山」つき。価格は、月々40000円×48回。
    - 『こたつ型日焼けマシン』:こたつの電熱線で日焼けが出来る。焼け具合つまみを調節することで「こんがり焼き」から「赤道直下」までお好みで焼く事ができる。特製健康青竹ふみつき。価格は月々2万円×15回払い。
    - 『リモコン式天の川一号』:ハイテク時代対応型の仏壇。付属のリモコンを使うことで離れた所から戸が開く。他人に気づかれずに身長をのばせる『シークレットイハイ』とセット。特製健康青竹ふみつき。価格は、月々2万円×15回。
    - 大股開き矯正器具『ヒラカズくん』:使用することで電車内での大股開きを解消する効果があるとされる女性向けの商品。価格はBSチューナー2台付きで220100円だが、支払いは20000円×15回払い。
    - 『カール・ルイス』:某陸上競技選手の名前とは別であり、コードレスフォンの子機と本体の間にカールコードを付けてあり、子機をなくす心配がない。なお、コードが生理的にどうしても受け付けない人用に鎖シリーズ（カールコードの部分が鎖になっているもの）もある。価格は、月々30000円×24回払い。
    - がびょう付プッシュホン『イテテテくん』:東京の市内局番に3が付けられた時期にうっかり忘れてしまう人向けの商品。「3」以外の番号に画鋲が付いており、うっかりそれを押すと…。カッター付ダイヤル電話「イタタタくん」もある。特製ねりがらし付。価格は、月々50000円×15回払い。
    - 入れ歯洗浄剤『ガンバレおじいちゃん』:入れ歯洗浄剤に甘味料を入れて、使用後にジュースとして飲めるようにしたもの。上の方が3分の2くらいの所で曲がる蛇腹ストローがついてくる。価格は8000円×15回払い。
    - 団地専用エンピツ削り『くるくるくん』:鉛筆削りの回転部分に錘と紐をつけており、団地の窓から錘を垂らしてくるくるさせて削る、全自動(?)なのに電気が要らないという鬼子母神みたいなことができる鉛筆削り。1階の人はどうするのかという説明はなかった。後ろから芯を押し出して使える「例のえんぴつ」がついてくる。価格は20000円×15回払い。
    - 半永久的に使えるトイレットペーパー『メビウスくん』:メビウスの輪の形状のトイレットペーパー。切らずに両面使えるので、回ってくる間に乾いて衛生的(？)。「うんちを硬くする薬」がついてくる。価格は19800円×15回払い。
    - 新感覚ソース『大草原』:緑色のソース。最新バイオテクノロジーを駆使しており、色は緑でも味は普通のソースと同じ。見た目の色で醤油と簡単に区別できるので、間違って刺身にソースをかけてしまうなんてことがなくなる。とんかつ・ウスター・中濃の三種類。横から挿して芯を取り換える「例の色鉛筆」がついてくる。価格は20000円×15回払い。
    - トイレ専用カメラ『夢家族』:トイレの内部をテレビのチャンネルUに映し出して見ることが出来るカメラ。付属のリモコンを使うと、トイレ内部の音を聞くことも出来る。VHSテープ10本付属。価格は50000円×20回払い。
    - マシュマロ専用袋『ペタンコさん』:マシュマロを圧縮して収納する袋。価格は20000円×15回払い。
    - ソーラー懐中電灯『おてんとさん』:太陽電気を付けた懐中電灯。太陽がある所のみ半永久的に使用できる。曜日を抜いたため、実質永久的に使用できる万年カレンダー「まんねん」がついてくる。価格は19800円×18回払い。
    - 『インスタント沼』:カップラーメンの様な見た目で、お湯を注ぐだけで沼が出来る商品。姉妹品として赤い『チリトマト沼』も存在する。価格は紹介されていないがカードで支払うことが可能である。ちなみに、2009年に『インスタント沼』と言うタイトルの映画が公開されており、監督はこの番組の構成などを担当している三木聡。
    - リバーシブル喪服『地蜘蛛』:葬式帰りに溺死する人がいることから考案された、裏がライフジャケットになっている喪服。ハンバーガーを3秒でフィッシュバーガーに見せかけるフード革命「地蜘蛛」がついてくる。価格は、月々8000円×15回払い。
    - 『ハイテクお盆』:電気でナスとキュウリの精霊馬が動く。キュウリは水陸両用。あんまんの赤い印を消す修正液「地蜘蛛」がおまけでついてくる。価格は、月々8000円×15回払い。番組最後の提供クレジットではナス・キュウリの他、メロンの精霊馬も映っていた。
    - 『世紀めくり』:日めくりの様に一世紀ごとにめくるカレンダー。30世紀までめくれる。姉妹品として女性専用の『女世紀めくり』も存在する。お支払い方法は各種カード可。
    - 『シャコバン』:怪我したところが絶対にバレない絆創膏。原始人の匂いがするお香とセットで価格は、月々200円×12回。
    - 『小足ちゃん』:大足の女性向けの商品。アマガエルが葉っぱの上にいるところがヒントになった。黒と白で色付けされた靴で、つま先部分が白くなっている。横断歩道の横線に白い部分を合わせて歩くことで小足に見える。「象が踏みにくい筆入れ」とセット（カラーは赤と黒から選べる）。価格は、月々8000円×15回払い。
    - 『ジュラケース』:コンビニで買ったものの入ったビニール袋を入れておくことで、袋のクシュ音を遮断できて夜の寂しさを解消できる。「フリース製ネギ入れ」とセット。価格は、月々8000円×15回払い。
    - ボックスティッシュ『ケツメド』:煙草を吸った後に吐く息の汚れを、おしりを拭いた後の汚れに抑える。値段は3個で800円。マーフィー岡田が実演で紹介されていた。
    - ピッキング防止ドアノブ『ノブさん』鍵が開けられても開かないように見せかけるとされているが、実際はドアの反対方向に取付けるだけのダミーのドアノブ。値段は3個で800円。こちらもマーフィー岡田による実演による紹介映像があった。
    - 『山男ホイル』（商品番号1630）:アルミホイルの刃が北アルプスの形になっている。「ソーセージの金具で作ったネックレス」とセットで、価格は月々200円×20回。
- 赤いお父さんシリーズ
- 赤いお父さんの前にある小ネタ
- ニュース
  - 当時（河田町本社）の第7スタジオ（報道スタジオ）で撮影を行い、実際にスーパータイムやスピークのセットを流用（ただし、あくまでパロディであることが分かるように、FNNロゴは隠されていたほか、スタジオの照明もわざと落として暗めの背景としていた）。横田砂選が演じるリポーターのツメオカさん（「家業最前線」のリポーター、「クイズ貧富の差なんて」の司会も担当）による中継、「田中さんの駄洒落」「日本昔ニュース」などのコーナーなどがある。男性キャスターの疑問に対し女性キャスターが「さぁ?」と相槌を打つのがお約束である。『北半球で一番くだらない番組』ではニュースを読む背景がレインボー発のタイトルのような風景に、また女性キャスターが変更されている。
- 全日本女子高生イカゲソ大相撲
- 第1回女子高生ちくわダーツ選手権
  - 「世界で一番くだらない番組 意味なしほーいち3」のみ放送。
- 電話de注文
- できない男
- 蓄膿症シリーズ
- 家業最前線
  - 当時、フジテレビで放送されていた「企業最前線」のパロディ。サブタイトルの「出す!拭く!流す!」も、「企業最前線」で取材先の企業を紹介するキャッチフレーズのパロディである。毎回リポーターのツメオカさんが決まって「便所道具株式会社」という架空の企業を取材。社長・狐窪鶏郎（演・山崎満）が自慢の新製品を紹介するが…
- ドザエモン
  - 「ぼくドラえもん」をBGMに乗せて、ドラえもんの人形を水に浮かせる（ = 「ドラえもん」と「土左衛門」をかけた所謂オヤジギャグ）演出。ただし、権利関係の問題もあるので、浮かせていたドラえもんはすべてうつ伏せで顔は見えないようになっていた。
- はさまった人
  - 電車に股間が挟まった人の映像を流すだけのもの。
- ナウシカちゃんを捜せ
  - 風の谷のナウシカをBGMに乗せて、「ナウシカちゃん」と名付けたダッチワイフを新宿から風船に付けて飛ばし、「ナウシカちゃんを見つけた方は番組までご一報を」という意味のない呼び込みを行った。見つけた人には粗品が用意されたらしい。
- キューピー3分ドッキング
  - 某長寿料理番組のパロディで、男のキューピー人形と女のキューピー人形が性行為を見せるだけのもの。
- 小指が痛い
- 外国ネタ
  - フセイン、エリツィン、ダイハード、ジェンカなどをネタにしたシュールなコント。
- 洋画吹き替えシリーズ
  - 実在の洋画の映像に合わせておかしな会話をアテレコで展開する。
- みうらじゅんの特集!
  - 「バカレコード」の回は、後にラジオの「おバ歌謡」などに繋がる企画。取り上げられるレコードは「おバ歌謡」などでも取り上げられるようなキワモノの他に、みうらの独断と偏見でバカと解釈したまともな曲もあった。他に「完全予想！欽ちゃんファミリーの新年会」（つまりは新年会の席順を勝手に予想するというもの）などを放送。
- 斉木しげる映画を語る
  - 斉木が街中でシュールな行為をしながら、それにちなんだ映画のタイトルを述べるだけの内容。
- 地味劇場 「旅行と偶然」
  - 温水洋一演じる主人公「猫山」の周りに様々な地味な出来事が起こる。
- 木村祐一のホッと一息
  - 「北半球で一番くだらない番組」のみ放送。
- 猫舌家族
  - 「北半球で一番くだらない番組」のみ放送。
- ボサノバ
  - 「北半球で一番くだらない番組」のみ放送。
- 抽選箱
- 明け方の会議で決まったシリーズ
- やらなければ、よかったシリーズ
  - 「北半球で一番くだらない番組」のみ放送。
- プロデューサーからやるなといわれたシリーズ
  - 「北半球で一番くだらない番組」のみ放送。
- 提供クレジット
  - 帝京大学を背景にスポンサーが表示される。（「提供」と「帝京」をかけた駄洒落。）考案したのは構成作家の海老克哉。

その他、様々なコーナーや小ネタが存在する。

## 歴代制作スタッフ
- 企画：立川善久（フジテレビ）
- 構成：三木聡 (三木弘子 明記回有り)、稲原誠 (稲原菊江 明記回有り)、海老かつや (現 海老克哉) ／ 本田成子、田中照子、阿部久美子
- 美術制作：石鍋伸一郎
- 美術：岡村正樹
- 美術進行：林潤一、吉田美枝子
- ロケ技術：VIC（金秀教・中澤啓・雨宮秀和）、J-crew (CAM:鈴木静江・VE:三枝公子)
- 音響効果：川端智之 (川端トキ 明記回有り)・西山知史（共に4-Legs）
- 編集：中根敏晶・加藤弘行・武藤洋徳 (武藤延子 明記回有り)（3人共にパッチワーク）、高島延幸（YVS）
- ＭＡ：郡司サモア・若月正幸 (若月照子 明記)（4-Legs）
- ロケ車輌：上田健次 (上田富美子 明記回有り)
- ＴＫ：山口美香 (山口美代子 明記回有り)
- タイトル：岩崎光明
- オープニングＣＧ：遠田隆信
- オープニング・切り貼りアニメーション：三木聡
- 美術協力：フジアール
- 声優協力：青二プロダクション
- 当時ＡＤ：堀切浩一、深沢一浩
- ディレクター：遠藤達也（STAY・遠藤規子 明記回有り）、加藤雅之、北村要（初期はＡＤ）／小松たみ
- プロデューサー：笠井一二・加茂裕治 (加茂松子 明記)（フジテレビ）、梁取正彦、岡崎成美／舟岡由紀（舟岡久栄 明記）
- 「地味劇場」演出：三木聡 (三木弘子)　イクシード、今井俊之・伊東愛子（撮影）、遠藤裕司・吉田公子（音声）、中島克仁・祷なみ子（照明）、杉本陽高・五條堀敬子（編集）、黒澤冨美子（制作進行）、日本インターネットテレビジョン（協力）
- 制作協力：CALL、STAY
- 制作著作：フジテレビ

## エンディングテーマ
- 「卒業写真」（『世界で一番くだらない番組』シリーズのみ）
  - 歌 - キャロル・セラ